# Comșești
Comșești (węg. Komjátszeg) – wieś w Rumunii, w okręgu Kluż, w gminie Sâncraiu. W 2011 roku liczyła 245 mieszkańców.